# Погром у Вонсоші
Бійня у Вонсоші (погром у Вонсоші) — масова різанина представників єврейської общини містечка Вонсоша його польськими мешканцями 5 липня 1941 року. Був першим із серії масових вбивств євреїв, що відбулись в цей час у населених пунктах Північо-Західного Підляшшя (Білостокської області), найзнанішим з яких став погром у Єдвабному.

## Передумови
До початку Другої світової війни Вонсош входив до повіту Ґраєво (пол. Grajewo) Підляського воєводства (пол.Województwo podlaskie) Польщі — регіону, де серед польського населення був сильний вплив націоналістичних організацій ("Stronnictwo Narodowe") та римо-католицької церкви. У вересні 1939 року, згідно пакту Молотова-Ріббентроппа містечко увійшло до складу СРСР та було включено до складу новоутвореної Білостоцької області Білоруської РСР. До моменту нападу нацистської Німеччини на СРСР, комуністичним режимом було проведено серію репресій.

## Перебіг подій
Німецькі війська зайняли Вонсош в перший же день нападу на СРСР — 22 червня 1941 року. За свідченнями Менахема Фінкельштейна на цей момент у містечку перебувало 1200 осіб єврейської національності включно із втікачами, котрі прибули недавно та долучились до місцевих євреїв яких початково було 800; за іншими даними кількість єврейського населення була вдвічі меншою. На другий тиждень після початку німецького наступу, бойові частини Вермахту залишили Вонсош. В цей час, у навколишніх містечках, в тому числі і тут, почали спонтанно виникати структури польської влади, оскільки німецька окупаційна адміністрація ще не встигла сформуватись. У Вансоші до складу такої адміністрації увійшли, крім цивільних осіб, також і представники духовенства. Сформовані цією владою групи, почали розправи із особами, котрі співпрацювали з радянською владою, яка сама по собі, згідно поширеного уявлення, була особливо тісно пов'язана із євреями. Однак, згодом, вбивства поодиноких осіб, пов'язаних із комуністичною владою, переросли у акцію знищення всіх євреїв містечка загалом. Агресія наростала протягом кількох днів, У цей час єврейських жінок змушували без одягу бігати вулицями та удень публічно було вбито кількох чоловіків. 
5 липня в ніч на неділю 6 липня, відбулось масове вбивство євреїв у їх будинках. Містечко було оточене спеціально відібраними групами поляків, а на дорогах розставлені чатові, для повернення втікаючих від погрому. Для вбивств не використовували вогнепальної зброї, головним знаряддям служили: кілки, палки, металева залізнична противага для ударів у голову; використовувались також ножі та багнети, сокири і пилки. За свідченням Менахема Фінкельштейна, яке, згодом підтримав дослідник убивств євреїв на Підляшші доктор Мірослав Тричик, таким способом було позбавлено життя майже всіх 1200 осіб єврейської національності включно з їхніми дітьми. За свідченнями Станіслава Ромотовского - мешканця сусіднього Радзілува, тіла вивозили за місто складаючи на вози, вулиці були залиті кров'ю, що стікала з них. Німці, прибувши у містечко знайшли тут лише 15 живих євреїв, яких помістили під охорону новоствореної жандармерії. Через п'ять днів після бійні, деякі мешканці Вонсоша брали участь у єврейському погромі у сусідньому містечку Єдвабному.